# 20608 Fredmerlin
20608 Fredmerlin (tên chỉ định: 1999 RH224) là một tiểu hành tinh vành đai chính. Nó được khám phá thông qua Chương trình nghiên cứu đối tượng gần Trái Đất của đài thiên văn Lowell ở Anderson Mesa Station ở Coconino County, Arizona, ngày 7 tháng 9 năm 1999. Nó được đặt theo tên Frédéric Merlin, a planetary scientist ở Đài thiên văn Paris.